# Corso Cavour (Pérouse)

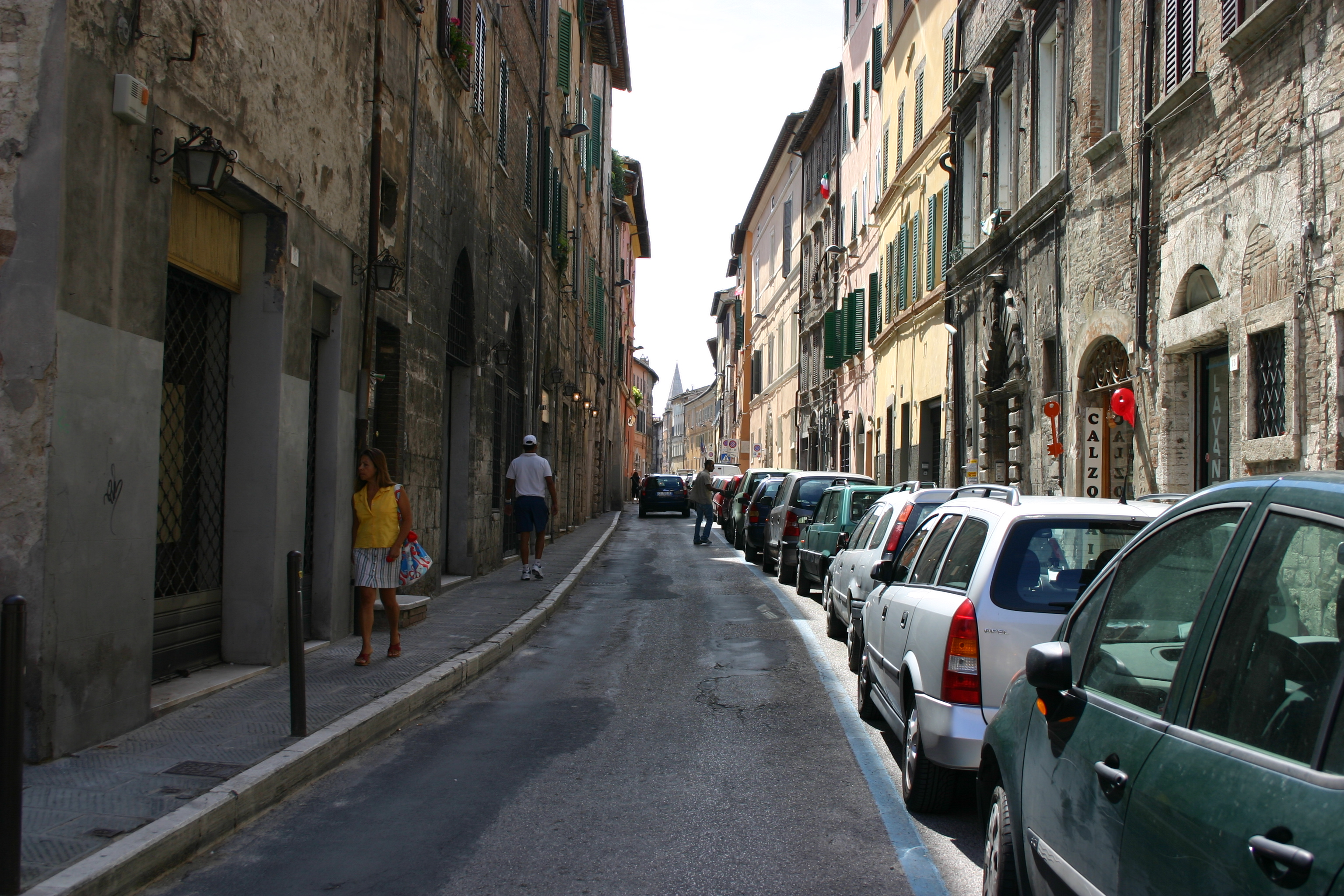
Un tronçon du Corso Cavour

Le Corso Cavour - anciennement Via Sant'Ercolano et Corso di Porta Romana - est une rue du centre historique de Pérouse qui débute là où se terminent les escaliers de l'église Sant'Ercolano (l'actuelle via Sant'Ercolano), à l'intersection avec la viale Indipendenza, et se termine à la Porta di San Pietro (en fait, la Porta Romana),.
D'origine médiévale, le parcours forme un seul parcours avec le Borgo XX Giugno : les deux, ensemble, constituent la plus longue route plate du centre de Pérouse.

## Description
Après une centaine de mètres en partant de l'église San Ercolano, le parcours, qui est presque parfaitement rectiligne en direction du sud-est, traverse la Via XIV Settembre (anciennement Via del Campo Battaglia) au point où il commence (fin de la Via Guglielmo Marconi) et près de la Porta di Santa Croce. A proximité se trouve également le Palazzo della Penna dans lequel les artistes Dottori et Beuys sont exposés en permanence.
On peut admirer la Basilique San Domenico à l'endroit où, un peu plus loin, le parcours s'élargit sur la Piazza Giordano Bruno (une plaque de « fêtes populaires » et une inscription sont également dédiées au philosophe). Puis se trouve l'entrée du Musée archéologique national d'Ombrie (installé dans les locaux de l'ancien couvent de San Domenico).
Le long du parcours et dans la Via Giulia perpendiculaire, il y a des bureaux de la Préfecture de Pérouse, de la Direction régionale de l'Ombrie des pompiers nationaux et du Commandement de la Légion des Carabiniers de l'Ombrie.
Dans la partie finale, le parcours traverse la Via del Deposito, où se trouve la maison natale du peintre pérusien Gerardo Dottori.